# Ла-Торре-д'ен-Доменек
Ла-Торре-д'ен-Доменек, Торре-Ендоменеч (валенс. La Torre d'en Doménec (офіційна назва), ісп. Torre Endoménech) — муніципалітет в Іспанії, у складі автономної спільноти Валенсія, у провінції Кастельйон. Населення — 247 осіб (2010).

## Географія
Муніципалітет розташований на відстані близько 320 км на схід від Мадрида, 32 км на північ від міста Кастельйон-де-ла-Плана.

## Демографія
Динаміка населення (INE ):